# Praia Istanga (Ponta Cavingui)
A Praia Istanga localizada na Ponta Cavingui, é uma praia do Arquipélago de São Tomé e Príncipe, localiza-se a Este da ilha de São Tomé junto à Praia Inhame e próxima ao Ilhéu das Rolas.  